# Maci Laci első karácsonya
A Maci Laci első karácsonya (eredeti cím: Yogi's First Christmas) 1980-ban bemutatott amerikai rajzfilm, amelyet a Hanna-Barbera Productions készített. Az animációs játékfilm rendezője Ray Patterson, a producere Lewis Marshall. A forgatókönyvet Willie Gilbert írta, a zenéjét Hoyt Curtin szerezte. A tévéfilm a Hanna-Barbera Productions gyártásában készült, a Worldvision Enterprises forgalmazásában jelent meg. Műfaja zenés kalandos filmvígjáték. Amerikában 1980. november 22-én a Syndication csatornán sugározták.
Magyarországon sorozat-változatban kedden és pénteken 1989. decembere körül az MTV2-n vetítették le a televízióban, majd megismételték a 90-es évek elején az MTV1-en, később új szinkronnal 2010. november 5-én adták ki DVD-n.

## Cselekmény
Foxi Maxi, Csobafogú, Papi Tapi és fiacskája Tappancs Kornyadt Kázmér vadőr vezényletével idén is megülik a Yellystone Park karácsonyi karneválját, azonban a szállóba  megérkezve komoly problémával szembesülnek: a tanya gazdája - Taracki Perecke - el szándékozza adni a Yellystone-tanyát egy autópálya-mérnökségnek, mivel a tavalyi karácsonyi összejövetelen mindenféle rettenetes események történtek. Amikor elkezdik az ünneplést, a zene felébreszti Maci Lacit és Bubut, akik nyomban fel is másznak a szállóba egy titkos járaton. Mindeközben Taracki Perecke is útban van a karácsonyi ünnepségre utálatos unokaöccsével, Grimbuszkával, aki folyton rosszban töri a fejét, valamint megismerjük a rejtélyes karácsonyi rémet, Remete Rezsőt is. Természetesen feltett szándéka az idei karácsonyi ünnepség elrontása.
Mikor Kázmér vadőr észreveszi Maci Lacit, nyomban üldözőbe veszi, bizarr fogócska kezdődik hókotrón és aeroszánon, mialatt Maci Laci a hókotróval kimenti Perecke asszonyság autóját Remete Rezső lavina-csapdájából. Ennek köszönhetően Maci Lacinak megengedik, hogy velük töltse a karácsonyt, és rögvest kifutófiúvá léptetik elő. Grimbuszka gonosz módon rásózza Perecke korcsolyáját Maci Lacira, aki ismét ártatlanul kerül csávába emiatt, ámde mégis megnyeri a korcsolyaversenyt (és mellesleg elkotorja a Remete Rezső által kiszórt sót a jégről is). Maci Laci a győztese a síversenynek is, aminek hatására síoktatóvá léptetik elő. Síoktatóként akaratlanul megmenti Perecke asszonyságot, amikor Remete Rezső megrongálja a felvonót, így ismét előléptetik, ezúttal a parkőrség fejévé.
Mindeközben a karácsonyi énekkarból hiányzik egy női hang, így Bubu felkelti Cindy macit, aki rögvest beleegyezik, mikor meghallja, hogy Maci Laci is ébren van, és természetesen segít a dekorációban is - valamint próbál csókot lopni Maci Lacitól. Maci, aki nincs oda a gyengéd pillanatokért, elmenekül, és újból meghiúsítja a gonosz Remete Rezső hószörny-jelmezes próbálkozását. Probléma adódik, amikor Grimbuszka gonosz tréfájának hála a kisfiú beleesik a vízbe, és Perecke néni összeszidja; ennek hatására Grimbuszka elszökik a hegyekbe, és társul Remete Rezsővel: álruhában el akarják lopni a karácsonyi díszeket.
A gonosz terv majdnem sikerül, mivel mindenki Grimbuszkát keresi a parkban, ráadásul a hotelbuszt is rávezetik a gejzírre (benne Cindyvel és Bubuval). Maci Laci ismét sikerrel jár, megmenti két társát és sikerül a Rezső által ellopott helikopter megállítása is. A karácsonyi ünnepség ennélfogva akadálytalanul lezaljik, Maci Lacit igazgatóvá léptetik elő (Sóder Sándor úr nagy bánatára), valamint átvállalja lelkesen a Mikulás szerepét is. Grimbuszka és Remete Rezső bevallják, hogy hibáztak, így mindenki boldog. Mikorra azonban az igazi Mikulás is megérkezik, már nem bír ébren maradni, így visszaviszik a barlangjába.

## Szereplők
| Szereplő         | Eredeti hang       | Magyar hang                     | Magyar hang                         |
| Szereplő         | Eredeti hang       | 1. magyar változat (MTV2, 1989) | 2. magyar változat (ProVideo, 2010) |
| ---------------- | ------------------ | ------------------------------- | ----------------------------------- |
| Maci Laci        | Daws Butler        | Szabó Gyula                     | Koroknay Géza                       |
| Foxi Maxi        | Daws Butler        | Csákányi László                 | Forgács Gábor                       |
| Csorbafog        | Daws Butler        | Bács Ferenc                     | Kassai Károly                       |
| Tappancs         | Daws Butler        | Gyabronka József                | Kossuth Gábor                       |
| Bubu             | Don Messick        | Pathó István                    | Kerekes József                      |
| Kázmér vadőr     | Don Messick        | Harsányi Gábor                  | Karácsonyi Zoltán                   |
| Remete Rezső     | Don Messick        | Szabó Ottó                      | Csuha Lajos                         |
| Cindy Maci       | Janet Waldo        | Földessy Margit                 | Németh Borbála                      |
| Taracki Perecke  | Janet Waldo        | Czigány Judit                   | Hűvösvölgyi Ildikó                  |
| Papi Tapi        | John Stephenson    | Szombathy Gyula                 | Papp János                          |
| Sóder Sándor     | John Stephenson    | Kaló Flórián                    | Vincze Gábor Péter                  |
| Taracki Grimbusz | Marilyn Schreffler | Boros Zoltán                    | Hamvas Dániel                       |
| Emil, főszakács  | Hal Smith          | Hollósi Frigyes                 | Barbinek Péter                      |
| Mikulás          | Hal Smith          | Képessy József                  | Orosz István                        |